# جبهة الإنقاذ السورية
جبهة الإنقاذ السورية هي هيئة ائتلافية من عدة قوى سياسية سورية نشأت بأعقاب الحرب الأهلية السورية وهي تدعو لانهاء الصراع الداخلي في سوريا وتشكيل جبهة سياسية وعسكرية موحدة لاخراج القوات الاجنبية من سوريا وبدأ عملية حوار سياسي شامل بسوريا وهي تؤيد إعادة تشكيل هيئة اركان مشتركة للجيش السوري الحر وهي تعارض وجود أي تشكيل مسلح للقوى السياسية السورية وتدعو لتحييد القوات المسلحة عن النظام السياسي والصراعات السياسية الداخلية.
كان لها أدوار عديدة بإنهاء بعض الخلافات وتوفير دعم للثوار السوريين وهي تحاول أن يكون لها دور أكبر خلال المرحلة الانتقالية مع التعهد بعدم مشاركتها بأي حكومة بعد المرحلة الانتقالية. وقد رفضت مقررات مؤتمر سوتشي ومسار أستانا واصرت على الحسم العسكري مع استمرار طريق المفاوضات.

## أحداث مرتبطة

### أحداث الانتخابات في درعا
في تاريخ 25/4/2021 دعت جبهة الإنقاذ السورية أنصارها في مركز ثقلها في درعا إلى رفض الانتخابات بالقوة فقام عدد من النشطاء برفع اعلام الثورة السورية في اماكن يفترض ان تكون مراكز اقتراع وقام البعض بالتهديد باستخدام القوة لإيقاف ما وصفوه بمهزلة الانتخابات.

### معارك نوى وحوران
في الشهر السابع من عام 2021 قامت الحكومة السورية بمحاصرة مدينة درعا فقام مسلحون موالون لجبهة الإنقاذ السورية بمهاجمة حواجز عسكرية للجيش السوري وقتل واعتقال عدد منهم.

### هجوم دمر في دمشق
قام عدد من عناصر تنظيم حراس الدين المرتبط بتنظيم القاعدة بتنفيذ هجوم على باص يقل عدد من ضباط الحكومة السورية وقامت جبهة الإنقاذ السورية بتأييد العملية والتي وصفتها بالثأر لاهالي درعا وحوران وهو ما تسبب في توجيه انتقادات لها خصوصا من بعض المقربين منها كأعضاء في حزب التحرير وعناصر من المعارضة السورية المسلحة.

## حلفاء
- الجيش السوري الحر
- حزب التحرير
- طالبان[بحاجة لمصدر]
- المعارضة السورية
- باكستان[بحاجة لمصدر]

## الأهداف
توحيد المؤسسات والفصائل العسكرية السورية وبناء هيئة اركان قوات مسلحة سورية وإنشاء نواة للدولة المستقبلية في سوريا واعلانها كأمر واقع.[بحاجة لمصدر]